# Soy Nero
Soy Nero (aus dem Spanischen Ich bin Nero) ist ein Filmdrama von Rafi Pitts, das am 16. Februar 2016 im Rahmen der Internationalen Filmfestspiele Berlin seine Premiere feierte und ab 10. November 2016 in ausgewählten deutschen Kinos vorgestellt wird. Der Film basiert auf den Erlebnissen des Mexikaners Daniel Torres, der im Irakkrieg diente und danach wieder nach Tijuana deportiert wurde.

## Handlung
In einer Silvesternacht steigt Nero über einen Grenzzaun von Mexiko in die USA, als die US-Grenzpatrouillen gerade auf das Feuerwerk achtet. Dort will er Soldat werden, um vom Dream Act profitieren und so in den USA leben zu können. Nero wurde bereits zuvor mehrere Male als Immigrant wieder zurück nach Mexiko abgeschoben. Nach der gelungenen Grenzüberschreitung besucht er seinen Bruder Jesus in Beverly Hills, der als Angestellter eines Nobelanwesens arbeitet. Er bekommt dessen Ausweis und schreibt sich in die Armee ein, um als Green Card Soldier nach einem zweijährigen Militärdienst die amerikanische Staatsbürgerschaft annehmen zu dürfen, denn wer sich bereit erklärt, für die USA in den Krieg gegen den Terror zu ziehen, dem wird nach dem Einsatz der Erhalt der ersehnten Green Card in Aussicht gestellt. Bald findet sich Nero irgendwo im Irak wieder, wo er als Soldat einer kleinen Einheit dient. Er bewacht einen Kontrollposten, der schließlich Ziel eines Bombenanschlags ist. Nero flieht mit den anderen Soldaten und bleibt nach einem Schusswechsel als einziger am Leben. Als er schließlich auf eine US-Patrouille trifft, wird er von dieser festgenommen und anschließend wieder in der Wüste freigesetzt, da er sich nicht ausweisen kann.

## Hintergrund
Der Film basiert auf den Erlebnissen des Mexikaners Daniel Torres, der im Irakkrieg diente. Torres kam als Kind illegal mit seiner Familie in die USA, meldete sich 2007 bei den Marines und wurde daraufhin in den Irak geschickt. Torres wollte nach eigenen Aussagen nicht wie alle anderen Mexikaner illegal in den Vereinigten Staaten leben. Während eines Trainings verlor Torres allerdings seine Brieftasche, und als er neue Ausweispapiere beantragte, wurde entdeckt, dass er bei seiner Bewerbung beim Militär eine falsche Geburtsurkunde vorgezeigt hatte, wodurch seine Green Card nicht mehr gewährt werden und er auch nicht mehr auf legalem Wege zu seiner Familien in den USA zurückkehren konnte. Allerdings wurde Torres nicht unehrenhaft, sondern mit einem general discharge aus der Armee entlassen, was er seinem Vorgesetzten zu verdanken hatte, der sich für ihn starkmachte. Weil Torres im Irak verletzt wurde und er nicht mehr diensttauglich war, wurde ihm hierdurch im als The Bunker bezeichneten Deported Veterans Support House in Tijuana Unterkunft gewährt. Torres arbeitet nunmehr tagsüber als Rechtsanwaltsgehilfe und besucht abends eine juristische Fakultät.
Von den 54 Millionen Hispanics, die die größte Minderheit in den Vereinigten Staaten sind, waren im Jahr 2013 alleine 34,5 Millionen mexikanischer Herkunft. Schätzungen über die illegalen Einwanderer schwanken zwischen 7 und 20 Millionen. Jedes Jahr überqueren Hunderttausende illegal die Südgrenze der Vereinigten Staaten, darunter viele teils unbegleitete Minderjährige.

## Produktion

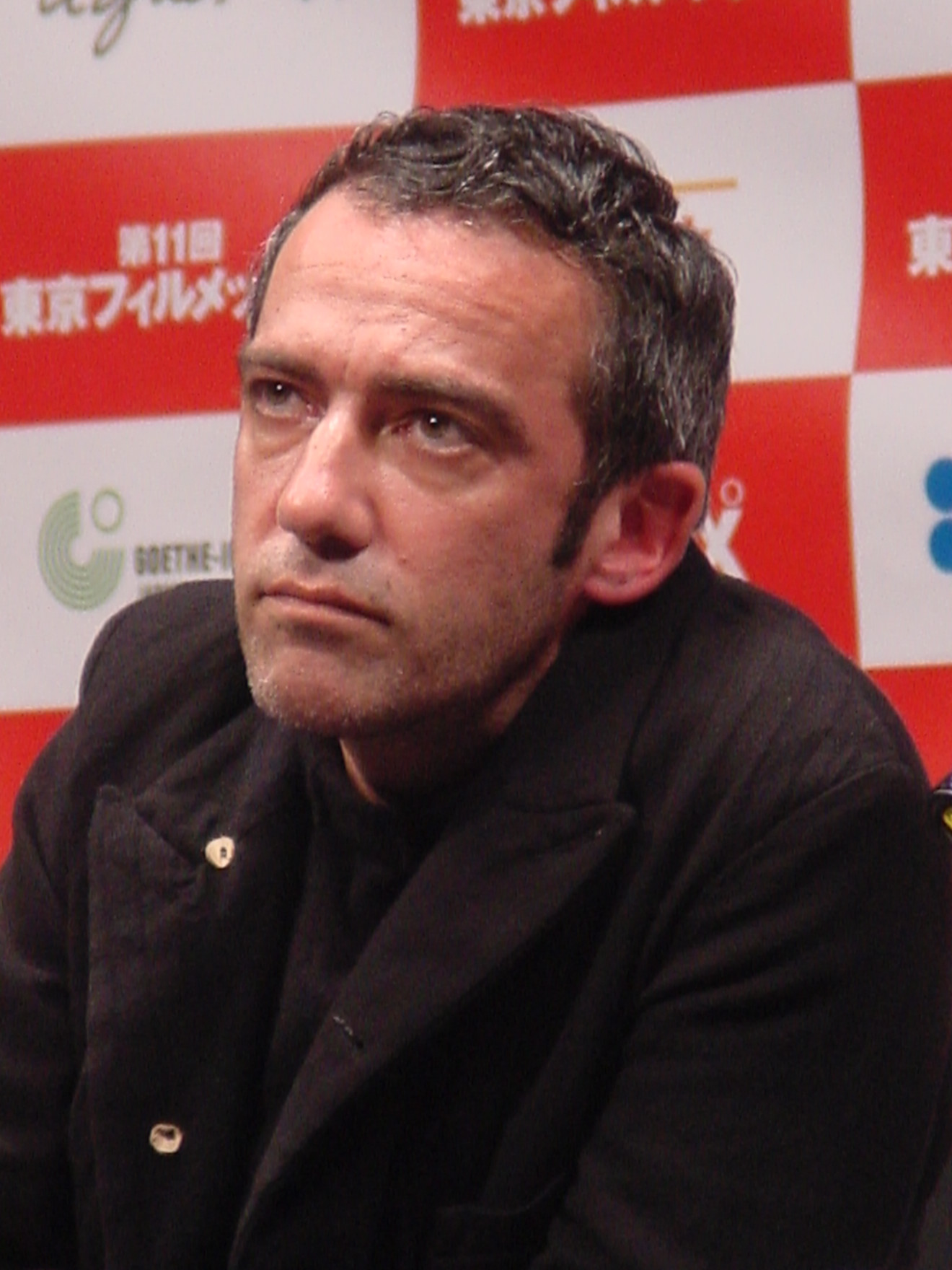
Regisseur und Drehbuchautor Rafi Pitts (2010)

### Stab und Besetzung
Der aus dem Iran stammende Regisseur Rafi Pitts, der hier zuvor mit It’s Winter Time und The Hunter bereits zwei Mal im Wettbewerb der Berlinale konkurrierte, aber nunmehr Drehverbot in seinem Heimatland hat, stellte seinen neusten Film 2016 im Rahmen des Filmfestivals vor. Daniel Torres beriet den Regisseur bei seinem Filmprojekt. Zu seiner konkreten Motivation, sich mit dem Überwinden von Grenzen zu beschäftigten, sagte Pitts: Ich mag keine Mauern. Ich denke, Menschen brauchen keine Mauern. Das schafft nur Wut und es verhindert auch nichts. Man kann immer wieder Zäune oder Mauern überwinden. Und so kämpfe ich dagegen. Das Drehbuch zum Film schrieb Pitts gemeinsam mit Razvan Radulescu.
Die Rolle des Protagonisten Nero übernahm der US-amerikanische Sänger und Schauspieler Johnny Ortiz. Auch der US-Amerikaner Khleo Thomas, der im Film seinen Kameraden Mohammed verkörpert, ist Schauspieler und Rapper. Die ebenfalls US-amerikanischen Schauspieler Rory Cochrane, Michael J. Harney und Alex Frost besetzten die Rollen von Seymour, Sergeant McCloud und des Beverly Hills Police Officers, der englische Schauspieler Aml Ameen die von Bronx. Ian Casselberry, der im Film Neros Bruder Jesus spielt, hatte in der Vergangenheit vielfach Rollen von Hispanics übernommen.

### Dreharbeiten und Finanzierung
Der Film wurde an den Originalschauplätzen im Nordwesten von Mexiko gedreht, so in den Städten Tijuana und Mexicali im Bundesstaat Baja California und in den angrenzenden Wüsten. Die Stadt liegt unmittelbar an der Grenze zu den USA, nur wenige Kilometer südlich von San Diego.
Diese Orte dienten im Film auch dem Mittleren Osten als Kulisse. Weitere Aufnahmen wurden in Palm Springs und in Los Angeles gemacht. Die Aufnahmen erfolgten auf 35-mm-Film.
Der Film wurde unter anderem von der Filmförderungsanstalt (FFA) und dem Medienboard Berlin-Brandenburg gefördert.

### Veröffentlichung
Der Film feierte am 16. Februar 2016 im Rahmen der Internationalen Filmfestspiele Berlin seine Premiere. Im August 2016 wurde der Film beim Internationalen Filmfestival von Locarno und am 16. Oktober 2016 beim Miami Film Festival vorgestellt. Am 10. November 2016 kam der Film offiziell in ausgewählte deutsche Kinos. Ein Kinostart in den USA erfolgte am 29. September 2017. Die Erstausstrahlung im deutschen Free-TV soll am 12. November 2018 auf Arte erfolgen.

## Rezeption

### Altersfreigabe
In Deutschland ist der Film FSK 12. In der Freigabebegründung heißt es: „Der insgesamt ruhig und episodenhaft erzählte Film enthält vor allem gegen Ende einige intensive Kriegsszenen, bei denen Menschen zu Tode kommen. Diese Szenen wirken jedoch nicht reißerisch und sind nicht selbstzweckhaft ausgespielt, so dass Kinder ab 12 Jahren davon nicht überfordert werden. Auch sind Kinder ab 12 Jahren bereits in der Lage, die Kriegsszenen in den Kontext der sozialkritischen Gesamthandlung einzuordnen, zu hinterfragen und zu verarbeiten.“

### Kritiken
Patrick Wellinski von Deutschlandradio Kultur findet den Ansatz des Films honorig und schätzt das Vorhaben des Regisseurs, wobei er die Ruhe in Pitts' Erzählweise als größten Triumph des Films bezeichnet. Allerdings leide der Film unter zu groben und sehr plakativen Gegenüberstellungen. Carsten Beyer vom RBB Kulturradio beschreibt, der Regisseur konzentriere sich lieber auf einzelne kammerspielartige Episoden, was seiner Ansicht nach durchaus seinen Reiz hat, besonders in dem Moment, in dem mexikanische und amerikanische Jugendliche über den Grenzzaun Volleyball spielen. Beyer bezeichnet Soy Nero als eine moderne Version des Märchens vom Hans im Glück mit dramaturgischen Schwächen und resümiert, dem Film fehle es an Dichte: Anstatt sich dem Schicksal seines Protagonisten zu widmen, verliert sich Pitts in der Betrachtung von Freaks und Outcasts, die diesen auf seinem Weg begleiten. Da versöhnt auch das Ende nicht wirklich, bei dem sich der Kreis zum Beginn der Odyssee scheinbar wieder schließt. Auch Andreas Fanizadeh von der taz meint: Das Thema von Pitts ist gut gewählt, aber filmisch vermisst man die frühere Klasse. Den Figuren in 'Soy Nero' mangelt es an Tiefe, Szenen, und Bilder von Grenzzaun, Los Angeles oder Wüstenkrieg wirken klischiert, sind ohne wirklich eigene Erzählung.

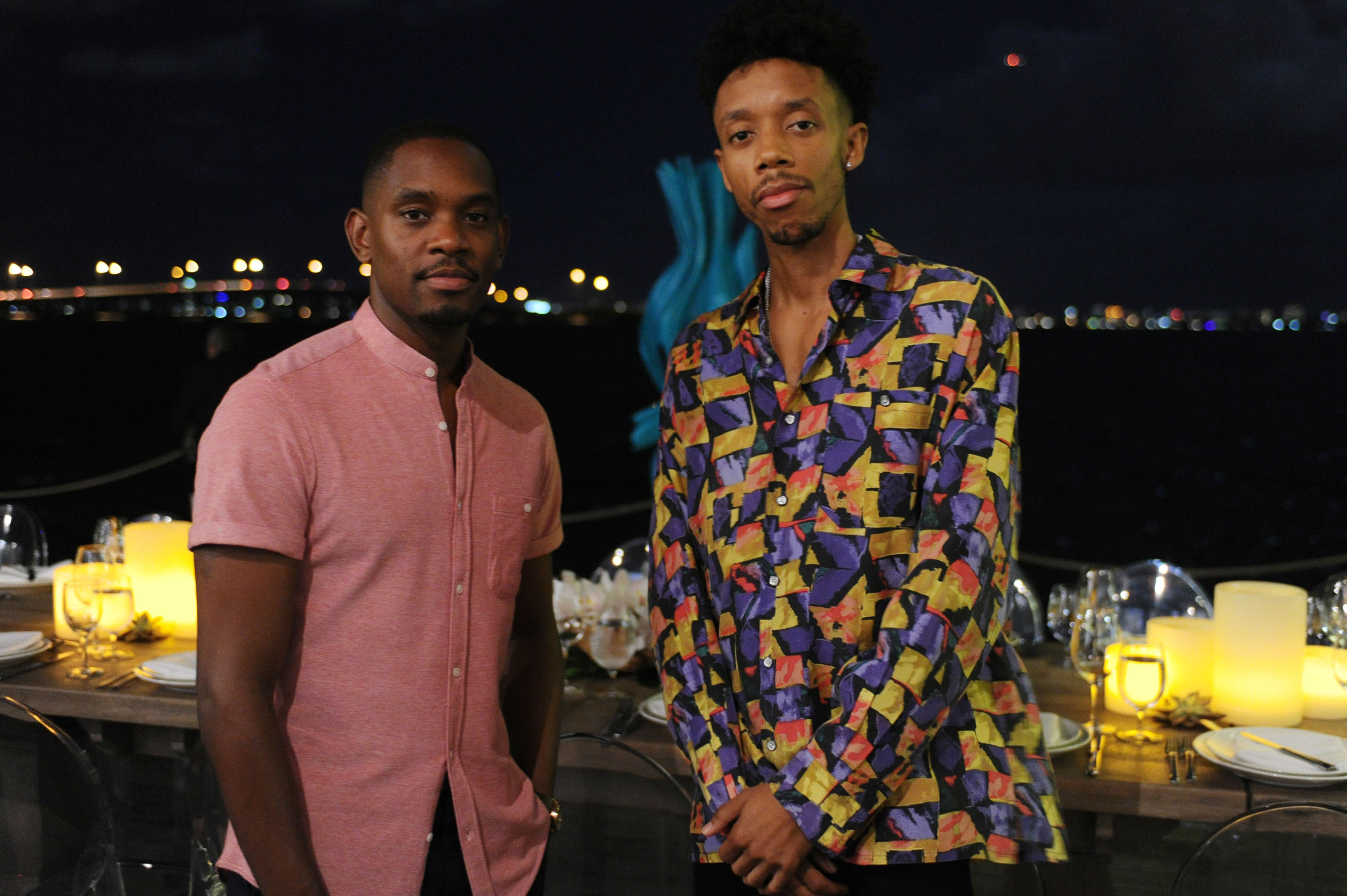
Aml Ameen und Darrell Britt-Gibson bei der Vorstellung des Films beim Miami International Film Festival

Ein Film-Blogger von filmosophie.com kritisiert zudem die Verbindung der Handlungsstränge und -orte, die nur lose durch den Protagonisten Nero in einen Zusammenhang gebracht werden: Die Kamera folgt ihm auf seinen verschlungenen Wegen und lässt das Drama erzählerisch nach dem Prinzip eines Roadmovies funktionieren; eine Station nach der anderen. Der entscheidende Unterschied ist, dass hier nicht der Weg das Ziel ist, sondern für den Protagonisten lediglich Mittel zum Zweck. Und so wirken im Nachhinein die einzelnen Phasen des Films etwas lieb- und zusammenhanglos. Zudem mache es sich Pitts, trotz ergreifender Momente und zunehmender Sympathie für den Protagonisten, manchmal ein wenig einfach, wenn es darum geht, seiner eigenen Position zuzuarbeiten.
Wolfgang Höbel vom Spiegel beschreibt Soy Nero als einen Propagandafilm, der ziemlich leicht zu begreifen sei, denn er prangere die reale Ausweisungspraxis der US-Behörden gegenüber mexikanischen Migranten an. Dies sei, so Höbel, eine tatsächliche Praxis, bei der die US Army junge, bereits im Land lebende illegale Mexikaner mit einem immer wieder gebrochenen Versprechen zum Waffendienst locke, dass sie nach ihrer Rückkehr mit einer Green Card entlohnt würden. Im Auseinanderklaffen der drei Erzählebenen im Film sieht Höbel einen Versuch ein Himmel-und-Hölle-Universum darzustellen, in dem der Spaß der Einen nur durch das Unglück der Anderen zu haben sei, worin die tiefere Wahrheit des Films liege.

### Auszeichnungen (Auswahl)
Internationale Filmfestspiele Berlin 2016
- Nominierung für den Goldenen Bären (Rafi Pitts)
- Nominierung für den Amnesty International Film Prize[23]

Bucharest International Film Festival 2016
- Auszeichnung als Bester Film (Rafi Pitts)